# Point Loma

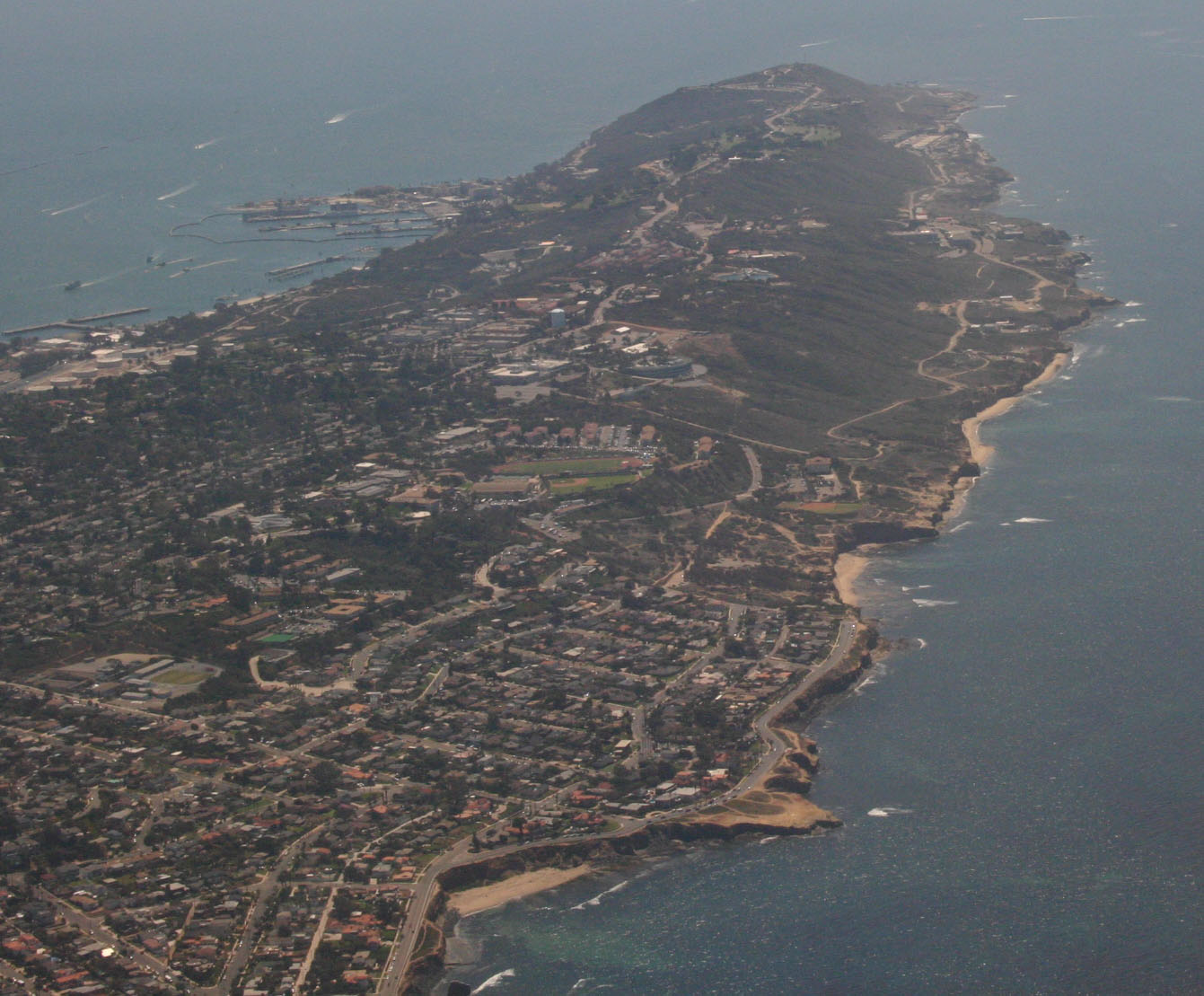
Flygfoto.

Point Loma är en 15 kilometer lång halvö på sydligaste delen av kaliforniska kusten, strax utanför San Diego. Nya Spanien byggde ett fort på platsen 1797 och numera finns på halvön Naval Base Point Loma.
Point Loma är sedan 1900 säte för internationella högkvarteret för Teosofiska Samfundet.